# لي برادبري
لي برادبري (بالإنجليزية: Lee Bradbury)‏ (3 يوليو 1975 في المملكة المتحدة - ) هو مدرب كرة قدم ولاعب كرة قدم بريطاني في مركز الهجوم. لعب مع أكسفورد يونايتد وبرمنغهام سيتي وديربي كاونتي وشيفيلد وينزداي وكريستال بالاس ومانشستر سيتي ونادي إكزتر سيتي ونادي بورتسموث ونادي بورنموث ونادي ساوثيند يونايتد ونادي والسول.

## وصلات خارجية
- لي برادبري على موقع قاعدة بيانات كرة القدم.إي يو (الإنجليزية)
- لي برادبري على موقع Soccerbase.com (لاعب) (الإنجليزية)
- لي برادبري على موقع عالم كرة القدم.نت (الإنجليزية)